# Pimpinella gedrosiaca
Pimpinella gedrosiaca är en flockblommig växtart som beskrevs av Joseph Friedrich Nicolaus Bornmüller. Pimpinella gedrosiaca ingår i släktet bockrötter, och familjen flockblommiga växter. Inga underarter finns listade i Catalogue of Life.